# Krome Studios
Krome Studios es una empresa desarrolladora de videojuegos australiana . Su sede se encontraba en Brisbane y anteriormente tuvieron oficinas en Adelaida y Melbourne. Krome Studios es conocida mayoritariamente por sus juegos de Ty the Tasmanian Tiger y por su reinicio de la serie Spyro the Dragon. La compañía fue fundada en 1999 por Robert Walsh, actual director ejecutivo, Steve Stamatiadis, director creativo y John Passfield, director de diseño que dejó la compañía en 2005. Krome Studios ha desarrollado juegos para Xbox, Nintendo GameCube, Wii, Game Boy Advance, Dreamcast, PlayStation, PlayStation 2, Macintosh y PC. Krome Studios también ha desarrollado para Xbox 360, PlayStation 3, Wii, PlayStation Portable, Windows Phone 7, iOS y Windows 8.
En 2007, Krome Studios se situó en la Develop 100 List en 94.º posición siendo el único desarrollador de videojuegos australiano en la lista tras haber lanzado La leyenda de Spyro: un nuevo comienzo el año anterior (2006). Tres años más tarde, en 2010, a Krome Studios le fue otorgado el puesto número 52 sitio en la Develop 100 list, colocándose al lado de desarrolladores como Sierra Entertainment, LucasArts, Epic Games, Activision, Blizzard Entertainment y Electronic Arts. También este año Krome Studios entró en un acuerdo para compartir tecnología con Emergent Game Technologies, convirtiéndose en líder en motores de videojuego 3D.
El 18 de agosto de 2010, se dijo que Krome Studios había cerrado sus estudios en Adelaida y hecho recortes de plantilla significativos en sus oficinas de Melbourne y Brisbane, con hasta 100 personas despedidas.  El 18 de octubre de 2010,  se informó de que todo personal restante era despedido; aun así, el 1 de noviembre el director ejecutivo Robert Walsh respondió a un mensaje de correo electrónico enviado por IGN declarando que Krome Studios no había cerrado.
En julio de 2012, Krome Studios reabrió su sitio web, que había quedado inactivo desde su caída en 2010, anunciando que Ty the Tasmanian Tiger volvería. Desde entonces, Krome Studios ha desarrollado dos juegos basados en Ty the Tasmanian Tiger para iOS y PC. Asimismo, han desarrollado muchos otros títulos para iOS, incluyendo  Play Maker y Whole Wide World (para la compañía infantil educativa, Fingerprint) y Toy Soldiers: Boot Camp, para Windows Phone 7.

## Juegos desarrollados por Krome Studios

### PC
- Mike Stewart's Pro Bodyboarding (1999)
- Championship Surfer (2000)
- Barbie: Beach Vacation (2001)
- Lo mejor de Goofy en monopatín (2001)
- Barbie: Sparkling Ice Show (2002)
- Star Wars: The Clone Wars: Héroes de la República (2009)
- Game Room (2010)
- Blade Kitten (2010)
- Kat Burglar (cancelado)
- TY The Tasmanian Tiger (Windows 8 Store) (2013)[6]
- TY the Tasmanian Tiger 4 (Steam Store) (2015)
- TY the Tasmanian Tiger (Steam Store) (2015)[7]

### Consola
- Championship Surfer (PlayStation, Dreamcast) (2000)
- Sunny García Surfing (PlayStation 2, Xbox, GameCube) (2001)
- TY the Tasmanian Tiger (PlayStation 2, Xbox, GameCube) (2002)
- The Adventures of Jimmy Neutron Boy Genius: Jet Fusion (PlayStation 2, GameCube, Game Boy Advance) (2003)
- TY the Tasmanian Tiger 2: Bush Rescue (PlayStation 2, Xbox, GameCube, Game Boy Advance) (2004)
- King Arthur (PlayStation 2, Xbox, GameCube) (2004)
- TY the Tasmanian Tiger 3: Night of the Quinkan (PlayStation 2, Xbox, GameCube, Game Boy Advance) (2005)
- La leyenda de Spyro: un nuevo comienzo (PlayStation 2, Xbox, Game Cube, Game Boy Advance) (2006)
- La leyenda de Spyro: la noche eterna (PlayStation 2, Wii) (2007)
- Viva Piñata: Party Animals (Xbox 360) (2007)
- Hellboy: The Science of Evil (PlayStation 3, Xbox 360, PlayStation Portable) (2008)
- Star Wars: The Force Unleashed (PlayStation 2, Wii, PlayStation Portable) (2008)
- Star Wars: The Clone Wars - Lightsaber Duels, (Wii) (2008)
- Scene It? Box Office Smash (Xbox 360) (2008)
- Transformers: La venganza de los caídos (PlayStation 2, Wii) (2009)
- Star Wars: The Clone Wars: Héroes de la República (PlayStation 3, Xbox 360, Wii, PlayStation 2, PlayStation Portable) (2009)[8]
- Game Room (Xbox 360) (2010)
- Blade Kitten (PlayStation 3, Xbox 360) (2010)[9]
- Legend of the Guardians: The Owls of Ga'Hoole, (Xbox 360, PlayStation 3, Wii) (2010)
- Full House Poker (Xbox 360) (2011)

### Móvil y web
- Game Room (Windows Phone 7) (2010)
- Full House Poker (Windows Phone 7) (2011)
- Toy Soldiers: Boot Camp (Windows Phone 7) (2012)
- Playmaker (iOS) (2011)
- Whole Wide World (iOS) (2012)
- Bush Rescue HQ (Facebook) (2010)
- TY The Tasmanian Tiger: Boomerang Blast (iOS) (2012)